# Devante Cole
Devante Lavon Andrew Cole (* 10. Mai 1995 in Alderley Edge) ist ein englischer Fußballspieler, der beim FC Barnsley unter Vertrag steht.

## Karriere

### Verein
Devante Cole wurde im Jahr 1995 in Alderley Edge etwa 20 km südlich von Manchester als Sohn des Fußballprofis Andy Cole geboren. Sein Vater spielte zu diesem Zeitpunkt bei Manchester United. Devante spielte ab seinem siebten Lebensjahr in den Jugendmannschaften des Erzrivalen Manchester City. Erste Einsätze in der Profimannschaft erhielt er in der Vorbereitung auf die Saison 2013/14, als er unter anderem gegen den südafrikanischen Verein SuperSport United spielte. Für die U19 der Citizens gelangen ihm in der UEFA Youth League 2013/14 sechs Tore, womit er hinter Munir El Haddadi zweitbester Torschütze des Wettbewerbs wurde.
Im August 2014 wurde der 19-Jährige Cole an den englischen Drittligisten FC Barnsley verliehen. Hier feierte er am 19. August 2014 gegen Coventry City sein Debüt als Profi. Sein erstes Tor erzielte er vier Tage später gegen den FC Gillingham. Bis zum Jahresende hatte Cole für Barnsley in 19 Ligaspielen fünf Tore geschossen.
Ab Januar 2015 wurde Cole weiter an Milton Keynes Dons verliehen. Hier traf er in der Rückrunde der Spielzeit 2014/15 in 15 Partien dreimal, darunter doppelt gegen Crewe Alexandra am 31. Januar 2015. Die Dons stiegen am Ende der Saison als Zweitplatzierter Verein hinter Bristol City in die 2. Liga auf.
Im August 2015 unterschrieb der Stürmer einen Vertrag bei Bradford City, nachdem er Manchester verlassen hatte. Bei seinem Debüt im Trikot von Bradford gelang ihm der Siegtreffer in der Nachspielzeit beim 1:0-Erfolg gegen Port Vale. In seinen ersten neun Ligapartien traf er fünfmal. Im Januar 2016 wechselte er für eine Ablösesumme zum Ligakonkurrenten Fleetwood Town. Für die folgenden zwei Jahre stand Cole in Fleetwood unter Vertrag. In 77 Spielen traf er 17 Mal. In den Aufstiegs-Play-offs der Saison 2016/17 verlor gegen Bradford City.
Im Januar 2018 nahm ihn Wigan Athletic unter Vertrag. Wigan war ein Jahr zuvor aus der zweiten Liga abgestiegen. Cole kam erst ab März 2018 für den Verein zum Einsatz. In sechs Partien blieb er Torlos. Wigan stieg als Meister der Drittligasaison 2017/18 direkt wieder auf. Im August 2018 verlieh ihn Wigan für ein halbes Jahr zurück in die dritte Liga an Burton Albion. Nachdem er nach seiner Rückkehr von der Leihe zu keinem weiteren Einsatz für die Latics gekommen war, wurde er ab August 2019 für sechs Monate an den FC Motherwell nach Schottland verliehen.

### Nationalmannschaft
Devante Cole repräsentierte zwischen 2011 und 2014 die U16, U17, U18 und U19 von England.